# Festival Internacional de Cinema de Sant Sebastià 2003
La 51 edició del Festival Internacional de Cinema de Sant Sebastià va tenir lloc entre el 17 i el 27 de setembre de 2003. La cerimònia d'apertura fou presentada per Edurne Ormazabal i María Barranco. A la secció oficial van competir un total de 16 pel·lícules, quatre d'elles espanyoles i la inauguració es va veure sacsejada per l'estrena d' Euskal pilota. Larrua harriaren kontra, que va provocar protestes de sectors del PP i de l'Associació de Víctimes del Terrorisme. Per primer cop al certamen va obtenir la Conquilla d'Or una pel·lícula alemanya, Schussangst, de Dito Tsintsadze, que es va imposar a la favorita, l'espanyola Te doy mis ojos, decisió no exempta de polèmica i que va provocar alguns esbroncs. Van visitar el festival figures com Charlize Theron, Mark Wahlberg i Harvey Keitel els primers dies, i Kevin Costner en la clausura. Es va fer una restrospectiva de Preston Sturges.

## Jurat oficial
- Héctor Babenco
- Al Clark
- Àcacio De Almeida
- Hugh Hudson
- Sílvia Munt
- Bulle Ogier

## Pel·lícules en competició
| Pel·lícula                  | Director                | País                                   |
| --------------------------- | ----------------------- | -------------------------------------- |
| Schussangst                 | Dito Tsintsadze         | Alemanya                               |
| Te doy mis ojos             | Iciar Bollaín           | Espanya                                |
| Dans le rouge du couchant   | Edgardo Cozarinsky      | França, Argentina                      |
| A la ciutat                 | Cesc Gay                | Espanya                                |
| Grimm                       | Alex van Warmerdam      | Països Baixos                          |
| Histoire de Marie et Julien | Jacques Rivette         | França, Itàlia                         |
| Arven                       | Per Fly                 | Dinamarca, Noruega, Suècia, Regne Unit |
| Girl with a Pearl Earring   | Peter Webber            | Regne Unit                             |
| Salinui chueok              | Bong Joon-ho            | Corea del Sud                          |
| Noviembre                   | Achero Mañas            | Espanya                                |
| O caminho das nuvens        | Vicente Amorim          | Brasil                                 |
| Ojos que no ven             | Francisco José Lombardi | Perú                                   |
| Suite Habana                | Fernando Pérez Valdés   | Cuba                                   |
| Veronica Guerin             | Joel Schumacher         | Estats Units, Irlanda, Regne Unit      |
| SuperTex                    | Jan Schütte             | Alemanya, Països Baixos                |
| The Station Agent           | Tom McCarthy            | Estats Units                           |

## Palmarès
- Conquilla d'Or a la millor pel·lícula: Schussangst, de Dito Tsintsadze
- Premi Especial del Jurat: The Station Agent, de Tom McCarthy
- Conquilla de Plata al millor director: Bong Joon-ho, per Salinui chueok
- Conquilla de Plata a la millor actriu: Laia Marull, per Te doy mis ojos
- Conquilla de Plata al millor actor: Luis Tosar, per Te doy mis ojos
- Premi del jurat a la millor fotografia: Eduardo Serra, per Girl with a Pearl Earring
- Premi del jurat al millor Guió: (ex aequo) Per Fly, Kim Leona, Mogens Rukov i Dorte Hogh, per Arven

## Premi Donostia
- Robert Duvall[7]
- Sean Penn
- Isabelle Huppert